# Маринко Петровић
Маринко Петровић (Пирот, ? - Видин, 1813), познат и као Маринко Пиротски, био је титуларни пиротски војвода из времена Првог српског устанка. Поред Мите Пиротског и Ранче Пироћанца, био је један од најистакнутијих учесника Првог српског устанка из пиротског краја.

## Биографија
Према народној традицији, Маринко Петровић рођен је у селу Присјан поред Пирота. Његов отац Петар био је трговац, те је Маринко као дечак имао могућности да научи читање и писање у Темачком манастиру. Према неким наводима, био је један од предводника Пироћанаца у борбама против Османлија још од времена Кочине крајине с краја 18. века.
Извесно је да је Маринко као хајдук учествовао у буни која је избила у Пиротској нахији 1805. године, након чијег гушења и турске освете је један део Пироћанаца одлучио да пребегне у устанички део Србије. Карађорђе је 1806. одобрио Пироћанцима Мити и Маринку Петровићу да заједно са Хајдук Вељком нападају Турке у Понишављу. Након успешног напада на Белу Паланку, хајдучке чете повукле су се у околне планине. По ослобођењу Тимочке крајине од стране Карађорђевих устаника, Маринко је са још неколико пиротских старешина 1807. године прешао у Гургусовац (данашњи Књажевац) где је најпре именован за буљубашу, а потом за бимбашу добровољаца из пиротског и софијског краја.
Мита и Маринко Петровић именовани су за титуларне војводе устаничке Србије од стране Карађорђа 1808. године. Пиротска нахија остала је изван устаничких акција и османска власт у њој била је неупитна свих година трајања Првог српског устанка. Стога су Мита и Маринко као „пиротске војводе” без своје територије били задужени за пограничне области устаничке Србије и њихову одбрану од османског надирања. У периоду од 1806. до 1810. године, Маринко је био учесник битака на Делиграду, Гургусовцу, Малајници и Бањи.
Средином 1812. године Маринко Петровић добио је титулу кнеза. Након његовог напада на неке Турке и отимања њихове стоке, Турци су се жалили Совјету и Карађорђу па је у Гургусовац упућен изасланик са задатком да испита случај и ухвати Миту и Маринка. Истражујући случај, Карађорђев изасланик утврдио је да су Маринко и Мита невини и да је њихов напад на Турке био реакција на претходне турске преступе и пљачку српских сељака. Тако су њих двојица остали у Гургусовцу да чувају границу и сакупљају добровољце.
Током 1813. као војвода помиње се и Благоје Маринковић, Маринков син, који је најпре био у  Карађорђевој личној служби, да би потом био постављен за војводу соколске нахије.
Приликом угушења Првог српског устанка и пада устаничке Србије, Маринко Петровић ухваћен је код Звездана, близу Зајечара, а затим одведен у Видин и тамо погубљен. Тело му је бачено у Дунав. Због истакнуте улоге у устаничким борбама, Маринко Петровић налазио се на списку педесеторице најважнијих представника Првог српског устанка чије је изручење Порта тражила од Аустријанаца након слома Србије 1813.